# Svensk-danska föreningen
Svensk-danska föreningen är en svensk ideell vänskapsförening som enligt stadgarna verkar för att "fördjupa och utvidga de kulturella förbindelserna mellan Sverige och Danmark".
Föreningen grundades i Malmö under andra världskriget i maj 1941. Föreningens bildande var ett svar på de svårigheter som uppstod när gränsen mot Sverige stängdes vid den tyska ockupationen av Danmark den 9 april 1940. Svensk-danska föreningens historiska betydelse avspeglas även i föreningens ordförande som av tradition är den danska generalkonsuln i Malmö. Föreningen har 2014 ett hundratal medlemmar med både svensk och dansk bakgrund. Föreningens verksamhet består till stor del i möten, utflykter och föredrag med inbjudna talare för dess medlemmar. 